# Kawęczyn (Skierniewice)
Pour les articles homonymes, voir Kawęczyn.
Kawęczyn est une localité polonaise de la gmina de Godzianów, située dans le powiat de Skierniewice en voïvodie de Łódź.